# Концептуализм
Концептуали́зм (от лат. conceptus — мысль, понятие) — направление схоластической философии; доктрина, согласно которой познание проявляется вместе с опытом, но не исходит из опыта.
Представители — Пьер Абеляр, Иоанн Солсберийский, Иоанн Дунс Скот и др. В новое время к позициям концептуализма был близок Джон Локк.
Как отмечает Большая советская энциклопедия, Пьер Абеляр «развил учение, названное позже концептуализмом: общие понятия не являются ни реальностями, ни простым словесным обозначением, а заключены в значении слова и представляют собой мысленное содержание, относимое ко множеству отдельных вещей на основании имеющегося сходства или совпадения между ними». Подробнее см..
В споре об универсалиях концептуалисты, как и номиналисты, отвергая учение реализма, отрицали реальное существование общего независимо от отдельных вещей, но в отличие от номиналистов признавали существование в уме общих понятий, концептов как особой формы познания действительности.
Иначе говоря, наши общие идеи проявляются по поводу частного опыта: например, универсальное понятие справедливости может возникнуть у нас при созерцании какой-то конкретной несправедливости, хотя сама эта идея скрытым образом уже существовала в нашем уме ещё до этого опыта.
Концептуализм представляет собой что-то вроде синтеза эмпиризма и рационализма.